# Ludwig Meinunger
Ludwig Richard Wilhelm Meinunger (* 11. Mai 1936 in Steinach (Landkreis Sonneberg); † 21. Mai 2018 in Kronach) war ein deutscher Astrophysiker, Astronom und Botaniker.
Meinunger arbeitete von 1960 bis 1991 als Astronom an der Sternwarte Sonneberg in Thüringen. Als Botaniker war er ein Spezialist für Moose und Flechten.
Zusammen mit seiner langjährigen Lebenspartnerin, der Bryologin Wiebke Schröder (1934–2018), erforschte er über einen Zeitraum von insgesamt 12 Jahren, jeweils sieben volle Monate im Jahr, die Verbreitung von Moosen in ganz Deutschland und legte die Grundlage zur Herausgabe des dreibändigen Werkes Verbreitungsatlas der Moose Deutschlands, das im Jahr 2007 erschien.
Im Jahr 2010 wurde er zusammen mit Wiebke Schröder mit dem Akademie-Preis der Bayerischen Akademie der Wissenschaften geehrt.

## Schriften
- mit Wolfgang Wenzel, H. Busch u. a.: Veränderliche Sterne in der Umgebung des galaktischen Nordpols. Veröffentlichungen der Sternwarte in Sonneberg, Bd. 7, H. 4. Akademie-Verlag, Berlin 1968
- Untersuchungen an unregelmäßig veränderlichen Sternen hoher Effektivtemperatur. Math.-naturwiss.-techn. Fakultät, Dissertation vom 16. Januar 1970. Hochschulschrift. Jena 1970
- Untersuchungen an unregelmässig veränderlichen Sternen hoher Effektivtemperatur. Zentralinstitut für Astrophysik. Sternwarte, Sonneberg [1971]
- mit Woldemar Götz und Herta Gessner: Über die Struktur des offenen Sternhaufens NGC 7632 (Praesepe) und die Entwicklungsphasen seiner Mitglieder. Bearbeitung von 47 blauen Veränderlichen in hohen galaktischen Breiten. Bearbeitung von 72 Veränderlichen im Feld ε Chamaeleontis. Zentralinstitut für Astrophysik. Sternwarte Sonneberg, Sonneberg 1980
- mit Ruprecht Düll: Deutschlands Moose. IDH-Verlag, Bad Münstereifel-Ohlerath
  - Teil 1. Anthocerotae, Marchantiatae; Bryatae: Sphagnidae, Andreaeidae; Bryidae: Tetraphidales – Pottiales. 1989
  - Teil 2. Grimmiales – Orthotrichales. 1994
  - Teil 3. Orthotrichales: Hedwigiaceae – Hypnobryales: Hypnaceae. 1994
- Florenatlas der Moose und Gefässpflanzen des Thüringer Waldes, der Rhön und angrenzender Gebiete. (2 Bände: Text- und Kartenteil). [Hrsg.: Thüringische Botanische Gesellschaft e.V. und Thüringer Landesanstalt für Umwelt], Thüringische Botanische Gesellschaft, Jena 1992.
- mit Wiebke Schröder: Verbreitungsatlas der Moose Deutschlands. Regensburger Botanische Gesellschaft (Hrsg.), 2007; 3 Bände:[3]
  - 1: Allgemeiner Teil, Spezieller Teil: Lebermoose & Torfmoose.
  - 2: Akrokarpe Laubmoose: Andreaeaceae bis Splachnaceae.
  - 3: Akrokarpe & pleurokarpe Laubmoose: Schistostegaceae bis Hypnaceae.
- Florenatlas der Flechten des Thüringer Waldes, der Rhön und angrenzender Gebiete. (2 Bände). [Hrsg.: Oliver Dürhammer für die Thüringische Botanische Gesellschaft e.V., unter besonderer Mitarbeit von Hagen Grünberg u. a.], Thüringische Botanische Gesellschaft, Jena [2019]